# Bloomsbury Group

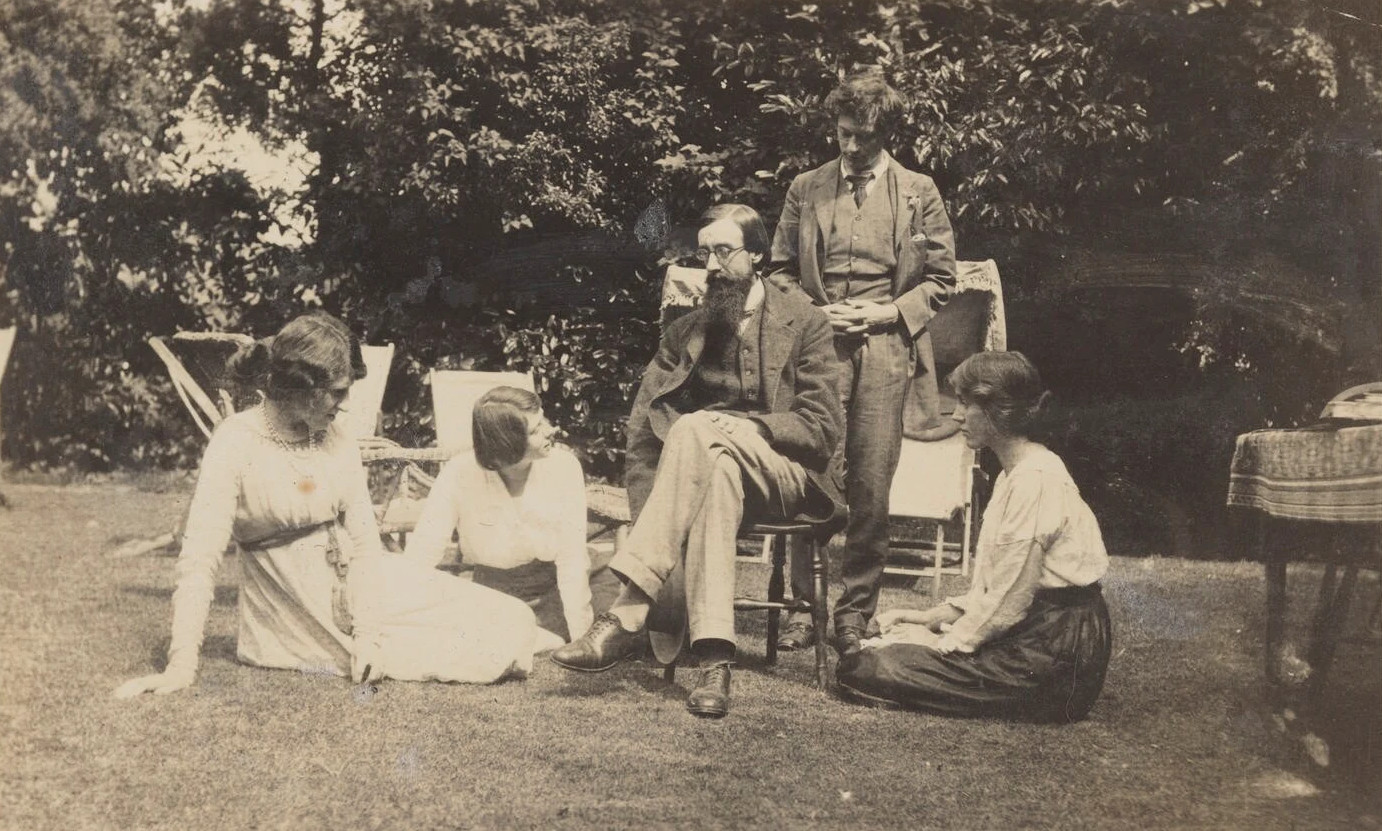
Da sinistra a destra: Lady Ottoline Morrell, Maria Nys, Lytton Strachey, Duncan Grant e Vanessa Bell.

Il Bloomsbury Group o Bloomsbury Set o solo "Bloomsbury", come lo chiamavano i suoi aderenti, fu un gruppo di artisti e allievi sviluppatosi in Inghilterra, nel quartiere londinese di Bloomsbury, dal 1905 circa alla seconda guerra mondiale.
Le opere dei suoi componenti hanno influenzato la letteratura, l'estetica, la critica e l'economia, come anche il femminismo, il pacifismo e la sessualità umana.

## Origini
Il gruppo nacque come un'assemblea sociale informale di neolaureati dell'Università di Cambridge (quattro dei membri, fra cui Thoby Stephen fratello di Virginia Woolf, si erano laureati nel 1899), che si incontravano con parenti e conoscenti, appartenenti per la maggior parte alla loro stessa generazione. Al Trinity College nel 1899 Lytton Strachey, Saxon Sydney-Turner e Clive Bell divennero amici di Thoby Stephen e Virginia Woolf. Molti degli studenti di Cambridge, eccetto Bell e i fratelli Stephen, erano anche membri di un'esclusiva Società universitaria, i Cambridge Apostles.
I componenti si incontravano nelle proprie case, principalmente (prima della prima guerra mondiale quasi esclusivamente) nel quartiere di Bloomsbury a Londra. Sulla formazione del gruppo potrebbe aver avuto influenza il fatto che i quattro figli di Julia e Leslie Stephen (Vanessa, Thoby, Virginia e Adrian) si erano trasferiti a Bloomsbury in una casa in Gordon Square nel 1904, dopo la morte di entrambi i genitori (Leslie morì nel febbraio di quell'anno).
L'avversità della morte prematura di Thoby, avvenuta nel 1906, contribuì a rendere più forte e unito il gruppo.

## Ambiti di produzione
Sebbene principalmente conosciuto come gruppo letterario, (con Virginia Woolf come esponente più famosa), i suoi aderenti erano attivi in diversi campi di arte, critica artistica e insegnamento:
- Letteratura, critica d'arte, saggi biografici, studi sociali: era il principale campo di competenza di Virginia Woolf, E. M. Forster, Lytton Strachey, Clive Bell, William Plomer e Laurens van der Post.
- Arti plastiche: rappresentate (tra gli altri) dai pittori Vanessa Bell (che si era sposata con Clive Bell nel 1907), Duncan Grant e Dora Carrington, e da Roger Fry (famoso anche come critico d'arte e teorico). Prima della fine della prima guerra mondiale a Charleston, il luogo in cui Vanessa Bell e Duncan Grant passavano la maggior parte del loro tempo, si era in un certo modo sviluppato il centro specializzato in arti plastiche del movimento Bloomsbury.
- Economia: l'economista John Maynard Keynes ed il marito di Virginia Woolf Leonard Woolf pubblicavano principalmente opere non narrative nei loro campi di competenza, mentre Desmond MacCarthy era famoso come critico.
- Musica: nel gruppo c'era anche un musicista: Saxon Sydney-Turner.

Le arti dello spettacolo erano sottorappresentate nel gruppo, come se non compatibili con gli obiettivi dello stesso: per esempio la moglie di John Maynard Keynes, Lydia Lopuchova, che era stata prima ballerina nei Ballets Russes, era considerata come estranea da molti suoi esponenti; anche quando Angelica Garnett, Vanessa Bell e la figlia di Duncan Grant decisero di intraprendere una carriera nello spettacolo il loro collegamento con Bloomsbury passò in qualche modo in secondo piano.
C'era una grande sovrapposizione fra Bloomsbury e quelli che contribuivano e supportavano il più formale e organizzato Omega Workshop(s), fondato da Roger Fry qualche anno dopo l'ingresso nel Bloomsbury Group nel 1910: per esempio Nina Hamnett apparteneva ad entrambi. Bloomsbury aveva forti legami anche con Rupert Brooke ed i suoi Neo-Pagani - l'intagliatrice Gwen Darwin e suo marito, il pittore francese Jacques Raverat facevano parte di entrambi; la sorella di Gwen era moglie del fratello di Maynard Keynes Geoffrey, il cui entusiasmo per William Blake portò Gwen a creare un balletto basato sulle sue incisioni di Giobbe, che venne composto dal suo cugino di Wedgwood, Ralph Vaughan Williams.
Bloomsbury rimase un gruppo molto esclusivo e con stretti legami interni, simile all'indole dei suoi esponenti. I membri erano fortemente critici verso i periodi Vittoriano ed Edoardiano nelle loro costrizioni religiose, artistiche, sociali e sessuali, sebbene, come fra gli altri dice Angelica Garnett nel suo libro autobiografico Ingannata con dolcezza. Un'infanzia a Bloomsbury (Deceived by Kindness), anche loro non se ne liberassero mai completamente. Il Bloomsbury Set potrebbe certamente essere considerato come un gruppo ristretto, incluse le conoscenze, come Lady Ottoline Morrell, il cui possedimento di Garsington senza dubbio divenne un altro centro di Bloomsbury, dove i Bloomsberry si mischiavano ad altri artisti e intellettuali dei loro giorni.
Un altro tratto caratteristico di Bloomsbury era (naturalmente non così fuori dal comune nell'Inghilterra di quei giorni) l'amore per l'Europa meridionale, soprattutto concentrato su Italia e Francia, ma anche Grecia.
Il gruppo appariva certamente come un luogo tranquillo e ospitale per molti dei suoi membri omosessuali e/o bisessuali: quasi come regola, gli aderenti a Bloomsbury avevano relazioni con più di un partner, per lo più di entrambi i sessi.
Negli anni venti la reputazione del gruppo era abbastanza stabilita da far sì che i suoi manierismi e cliché fossero oggetto di parodia.
Prima della fine della seconda guerra mondiale un certo numero delle residenze del gruppo nell'area di Bloomsbury era stato distrutto dalle bombe, e Virginia Woolf si era suicidata. I giorni d'oro del gruppo erano ormai finiti, sebbene in luoghi come Charleston lo stile di vita Bloomsbury continuò ancora per decenni.
Il gruppo è ricordato piuttosto per gli apporti individuali degli artisti suoi membri che per qualche risultato comune. Sin dagli ultimi decenni del XX secolo, sono le complesse relazioni interpersonali all'interno di Bloomsbury che attraggono l'attenzione di studio anche a livello accademico.

## Nel cinema
I membri del Bloomsbury Group (in particolare Vanessa Bell, Duncan Grant e Virginia Woolf) sono i protagonisti di una miniserie in 3 puntate prodotta e trasmessa dalla BBC nel 2015, dal titolo Life in Squares.
Virginia Woolf è stata interpretata sul grande schermo dall'attrice australiana Nicole Kidman nel film The Hours. La performance ha ottenuto critiche molto positive e la Kidman ha vinto l'Oscar, il Golden Globe, il BAFTA e alcuni dei premi più importanti nel campo cinematografico.